# Le Mesnil-Villement
Le Mesnil-Villement település Franciaországban, Calvados megyében. Lakosainak száma 284 fő (2022. január 1.). Le Mesnil-Villement Le Détroit, Rapilly, Pont-d’Ouilly, Ménil-Hubert-sur-Orne és Saint-Philbert-sur-Orne községekkel határos.

## Népesség
A település népességének változása:
| Lakosok száma | 456  | 354  | 302  | 286  | 295  | 301  | 299  | 294  | 291  | 284  |
|               | 1968 | 1982 | 1990 | 2006 | 2013 | 2015 | 2017 | 2019 | 2020 | 2022 |